# Чемпіонат України з легкої атлетики серед юніорів 1994
Першість України з легкої атлетики серед юніорів 1994 року була проведена 11-12 червня в Києві на Республіканському стадіоні.

## Переможці
| 100 метрів                | Віталій Сенів Тернопільська область        | 10,51                                  |                                        |         |
| 200 метрів                |                                            |                                        |                                        |         |
| 400 метрів                | Геннадій Горбенко Дніпропетровська область |                                        |                                        |         |
| 800 метрів                | Микола Вікарій Житомирська область         | 1.50,93                                |                                        |         |
| 1500 метрів               |                                            |                                        | Оксана Кушнір Хмельницька область      | 4.22,22 |
| 3000 метрів               |                                            | Оксана Іщук Тернопільська область      | 9.34,56                                |         |
| 5000 метрів               |                                            |                                        |                                        |         |
| 10000 метрів              |                                            |                                        |                                        |         |
| 100 метрів з бар'єрами    |                                            | Тетяна Ладовська Київська область      | 14,22                                  |         |
| 110 метрів з бар'єрами    |                                            |                                        |                                        |         |
| 400 метрів з бар'єрами    | Михайло Колосов Одеська область            | 54,35                                  | Марія Стратіус Харківська область      | 59,80   |
| 2000 метрів з перешкодами |                                            | Тетяна Купинська Тернопільська область | 6.58,51                                |         |
| 3000 метрів з перешкодами | Іван Маріонда Миколаївська область         | 9.05,10                                |                                        |         |
| 4×100 метрів              |                                            |                                        |                                        |         |
| 4×400 метрів              |                                            |                                        |                                        |         |
| Ходьба 5000 метрів        |                                            | Валентина Савчук Волинська область     | 22.58,28                               |         |
| Ходьба 10000 метрів       | Віталій Стецишин Львівська область         | 41.05,63                               |                                        |         |
| Стрибки у висоту          |                                            |                                        |                                        |         |
| Стрибки з жердиною        |                                            |                                        |                                        |         |
| Стрибки у довжину         |                                            |                                        |                                        |         |
| Потрійний стрибок         |                                            |                                        | Ганна Родович Дніпропетровська область | 13,12   |
| Штовхання ядра            |                                            |                                        |                                        |         |
| Метання диска             |                                            |                                        |                                        |         |
| Метання молота            | Владислав Піскунов Херсонська область      | 73,66                                  |                                        |         |
| Метання списа             |                                            |                                        |                                        |         |
| Семиборство               |                                            |                                        |                                        |         |
| Десятиборство             |                                            |                                        |                                        |         |